# Calyptoliva
Calyptoliva là một chi ốc biển, là động vật thân mềm chân bụng sống ở biển trong họ Olividae.

## Các loài
Các loài thuộc chi Calyptoliva bao gồm:
- Calyptoliva amblys Kantor & Bouchet, 2007[2]
- Calyptoliva bolis Kantor & Bouchet, 2007[3]
- Calyptoliva tatyanae Kantor & Bouchet, 2007[4]